# کوه موروتو
کوه موروتو (به لاتین: Mount Moroto) یک کوه در اوگاندا است که در ناحیه موروتو واقع شده‌است. کوه موروتو ۳٬۰۸۳ متر بالاتر از سطح دریا واقع شده‌است.